# 衍慶皇后
衍慶皇后（？—？），魯氏，名不详。明夏追封君主夏欽憲帝明郎妻。
魯氏事跡不詳，只知她嫁與夏欽憲帝及生夏莊惠帝明子成。天統元年（1363年），明玉珍稱帝，追上魯氏諡號為衍慶皇后。